# Hôtel des Arts et Métiers de Metz
L’ancienne Chambre des métiers, dite aussi maison des Corporations ou immeuble des Corporations réunies, est un édifice situé avenue Foch et rue Gambetta sur la place Raymond-Mondon dans le quartier impérial de Metz. Aussi connu sous le nom allemand de Gewerbehaus, l'établissement situé au carrefour de l'Europe a su conserver l'esthétisme de l'époque de 1909.

## Contexte historique
Pendant l’annexion, Metz se transforme sous l’action des autorités allemandes qui décident de faire de son urbanisme une vitrine de l’empire wilhelmien. L’éclectisme architectural se traduit par l’apparition de nombreux édifices de style néoroman, tels la poste centrale, le temple Neuf ou une nouvelle gare ferroviaire ; de style néogothique tels le portail de la cathédrale et le temple de Garnison, ou encore de style néo-Renaissance tel le palais du Gouverneur. La maison des Corporations illustre parfaitement cette politique de germanisation par l’architecture déployée par Guillaume II pour asseoir son emprise sur la ville.

## Construction et aménagement
Un comité central des corporations réunies est constitué à Metz en 1900. Il est décidé de construire un Hôtel pour ce comité et pour servir de tribunal de commerce et de tribunal des Prud’hommes. Le site choisi pour le nouvel édifice, sur le Kaiser Wilhelm-Ring est alors un emplacement prestigieux. La place impériale, construite au début du XXe siècle, s’élève déjà la statue équestre du père de l’empereur, Frédéric III d’Allemagne. Les bâtiments qui entourent la place devaient symboliser le rayonnement des pouvoirs autour de l’empereur : le pouvoir financier avec la banque impériale dans un style néo-classique rhénan, le pouvoir corporatiste avec la Chambre des métiers, le pouvoir militaire avec la caserne Prince-Frédéric-Charles, le pouvoir religieux avec une église, dont la guerre empêcha la construction.
L’ancienne maison des Corporations est édifiée de 1907 à 1909. L'inauguration a lieu le 22 septembre 1909. Ses architectes, Gustave Oberthür et son adjoint Ernst Priedat, qui travaillent régulièrement dans l'Alsace-Lorraine, ont déjà une certaine notoriété quand leur projet ambitieux est retenu.
À une époque où le choix du matériau de construction n’est pas anodin, l’édifice est construit en grès rose dans un style néorenaissance allemande. L’aménagement intérieur est fonctionnel, répondant aux théories en cours de ce siècle rationnel. Le style adopté est celui de l’architecture des villes rhénanes de la Renaissance. À l’intérieur, une grande verrière représentant les corporations éclaire la cage de l’escalier d’honneur du bâtiment de la rue Foch.
L’hôtel des arts et métiers, dans sa totalité, fait l’objet d’une inscription au titre des monuments historiques depuis le 5 novembre 2002.

## Affectations successives
En 1923 l’édifice sert de siège à la Chambre de métiers et de l'artisanat de la Moselle.
Après avoir servi de banque et de restaurant, l'hôtel accueillera bientôt[Quand ?] représentations artistiques et culturelles ainsi que rassemblements à titre professionnel.

### Sources
- Philippe Hubert et Christian Legay, Metz, ville d’architectures, Serge Domini Éditeur, Metz, pp. 76-77.
- Jean-Louis Jolin, Trésors de Metz, Serge Domini éditeur, Vaux, pp. 134-137.
- Christiane Pignon-Feller, Metz. Les métamorphoses d’une ville, Éditions Serpenoise, Metz, pp. 389-39[précision nécessaire].